# Avelo Airlines
Avelo Airlines (anteriormente Casino Express Airlines, luego Xtra Airways) es una aerolínea estadounidense de ultra bajo costo con sede en Houston, Texas, con operaciones de vuelo basadas en el Aeropuerto de Hollywood Burbank en California. El primer vuelo de la aerolínea con el nombre de Avelo fue el 28 de abril de 2021 desde Burbank a Santa Rosa, California. Avelo está certificado por la Administración Federal de Aviación de Estados Unidos (FAA) para realizar operaciones nacionales e internacionales.

## Destinos
Avelo opera rutas nacionales en las costas este y oeste de los Estados Unidos. Antes de cambiar su nombre a Avelo, la aerolínea operaba servicios chárter ad hoc y a pedido como Casino Express Airlines y Xtra Airways dentro de las Américas.
| País / Estado                         | Ciudad                         | Aeropuerto                                                 | fecha de inicio                         | fecha de término                  | Notas      | Ref                 |
| ------------------------------------- | ------------------------------ | ---------------------------------------------------------- | --------------------------------------- | --------------------------------- | ---------- | ------------------- |
| Estados Unidos (Arizona)              | Phoenix                        | Aeropuerto Williams Gateway                                | 3 de mayo de 2021                       | 16 de agosto de 2021              | Finalizado | [ 6 ] [ 7 ]         |
| Estados Unidos (Arizona)              | Tucson                         | Aeropuerto Internacional de Tucson                         | 16 de diciembre de 2021                 | 17 de enero de 2022               | Finalizado | [ 8 ]               |
| Estados Unidos (California)           | Burbank                        | Aeropuerto de Hollywood Burbank                            | 28 de abril de 2021                     | Presente                          | Base       | [ 9 ]               |
| Estados Unidos (California)           | Eureka                         | Aeropuerto de Arcata-Eureka                                | 19 de mayo de 2021                      | Presente                          |            | [ 7 ]               |
| Estados Unidos (California)           | Ontario                        | Aeropuerto Internacional LA/Ontario                        | 10 de octubre de 2024                   | 31 de marzo de 2025               | Finalizado | [ 10 ]              |
| Estados Unidos (California)           | Palm Springs                   | Aeropuerto Internacional de Palm Springs                   | 11 de noviemnre de 2022                 | Presente                          | Estacional | [ 11 ]              |
| Estados Unidos (California)           | Redding                        | Aeropuerto Municipal de Redding                            | 20 de mayo de 2021                      | 26 de agosto de 2024              | Finalizado | [ 7 ]               |
| Estados Unidos (California)           | Santa Rosa                     | Aeropuerto Charles M. Schulz–Condado de Sonoma             | 28 de abril de 2021                     | Presente                          |            | [ 7 ]               |
| Estados Unidos (Carolina del Norte)   | Charlotte/Concord              | Aeropuerto Regional de Concord-Padgett                     | 2 de mayo de 2024                       | Presente                          | Base       | [ 12 ]              |
| Estados Unidos (Carolina del Norte)   | Raleigh                        | Aeropuerto Internacional de Raleigh-Durham                 | 26 de mayo de 2022                      | Presente                          | Base       | [ 13 ]              |
| Estados Unidos (Carolina del Norte)   | Wilmington                     | Aeropuerto Internacional de Wilmington                     | 30 de junio de 2022                     | Presente                          | Base       | [ 14 ]              |
| Estados Unidos (Carolina del Sur)     | Charleston                     | Aeropuerto Internacional de Charleston                     | 5 de mayo de 2022                       | Presente                          | Estacional | [ 15 ]              |
| Estados Unidos (Carolina del Sur)     | Greenville/Spartanburg         | Aeropuerto Internacional de Greenville-Spartanburg         | 7 de junio de 2023                      | Presente                          | Estacional | [ 16 ]              |
| Estados Unidos (Carolina del Sur)     | Myrtle Beach                   | Aeropuerto Internacional de Myrtle Beach                   | 5 de mayo de 2022                       | Presente                          |            | [ 15 ]              |
| Estados Unidos (Colorado)             | Colorado Springs               | Aeropuerto de Colorado Springs                             | 3 de mayo de 2023                       | 1 de septiemrbe de 2024           | Finalizado | [ 17 ]              |
| Estados Unidos (Colorado)             | Fort Collins                   | Aeropuerto Regional del Norte de Colorado                  | 6 de octubre de 2021                    | 24 de junio de 2022               | Finalizado | [ 18 ]              |
| Estados Unidos (Colorado)             | Grand Junction                 | Aeropuerto Regional de Grand Junction                      | 9 de mayo de 2021                       | 16 de agosto de 2021              | Finalizado | [ 7 ]               |
| Estados Unidos (Connecticut)          | Hartford                       | Aeropuerto Internacional Bradley                           | 7 de noviembre de 2024                  | Presente                          | Base       | [ 19 ]              |
| Estados Unidos (Connecticut)          | New Haven                      | Aeropuerto Regional Tweed-New Haven                        | 3 de noviembre de 2021                  | Presente                          | Base       | [ 20 ] [ 21 ]       |
| Estados Unidos (Delaware)             | Wilmington                     | Aeropuerto de Wilmington (Delaware)                        | 1 de febrero de 2023                    | Presente                          | Base       | [ 22 ]              |
| Estados Unidos (Distrito de Columbia) | Washington D. C.               | Aeropuerto Internacional de Washington-Dulles              | 12 de julio de 2024                     | Presente                          |            | [ 23 ]              |
| Estados Unidos (Florida)              | Daytona Beach                  | Aeropuerto Internacional de Daytona Beach                  | 22 de junio de 2023                     | Presente                          |            | [ 24 ]              |
| Estados Unidos (Florida)              | Destin/Fort Walton Beach       | Aeropuerto de Destin–Fort Walton Beach                     | 17 de mayo de 2024                      | Presente                          | Estacional | [ 12 ]              |
| Estados Unidos (Florida)              | Fort Lauderdale                | Aeropuerto Internacional de Fort Lauderdale-Hollywood      | 5 de noviembre de 2021                  | Presente                          |            | [ 21 ]              |
| Estados Unidos (Florida)              | Fort Myers                     | Aeropuerto Internacional de Florida Suroccidental          | 11 de noviembre de 2021                 | Presente                          |            | [ 21 ]              |
| Estados Unidos (Florida)              | Jacksonville                   | Aeropuerto Internacional de Jacksonville                   | 14 de febrero de 2025                   | Presente                          |            | [ 25 ]              |
| Estados Unidos (Florida)              | Lakeland                       | Aeropuerto Internacional de Lakeland Linder                | 13 de junio de 2024                     | Presente                          | Base       | [ 26 ]              |
| Estados Unidos (Florida)              | Melbourne                      | Aeropuerto Internacional de Orlando-Melbourne              | 21 de junio de 2023                     | 6 de enero de 2024                | Finalizado | [ 27 ]              |
| Estados Unidos (Florida)              | Miami                          | Aeropuerto Internacional de Miami                          | 6 de junio de 2025                      | Presente                          | Estacional | [ 28 ]              |
| Estados Unidos (Florida)              | Orlando                        | Aeropuerto Internacional de Orlando                        | 3 de noviembre de 2021                  | Presente                          |            | [ 21 ]              |
| Estados Unidos (Florida)              | Sarasota                       | Aeropuerto Internacional de Sarasota-Bradenton             | 13 de enero de 2022                     | Presente                          |            | [ 29 ]              |
| Estados Unidos (Florida)              | Tampa                          | Aeropuerto Internacional de Tampa                          | 8 de noviembre de 2021                  | Presente                          |            | [ 21 ]              |
| Estados Unidos (Florida)              | West Palm Beach                | Aeropuerto Internacional de Palm Beach                     | 16 de diciembre de 2021                 | Presente                          |            | [ 30 ]              |
| Estados Unidos (Georgia)              | Atlanta                        | Aeropuerto Internacional Hartsfield-Jackson                | 2 de mayo de 2024                       | Presente                          |            | [ 12 ]              |
| Estados Unidos (Georgia)              | Savannah                       | Aeropuerto Internacional de Savannah/Hilton Head           | 6 de mayo de 2022                       | Presente                          | Estacional | [ 15 ]              |
| Estados Unidos (Idaho)                | Boise                          | Aeropuerto de Boise                                        | 24 de mayo de 2022                      | 1 de mayo de 2025                 | Finalizado | [ 31 ]              |
| Estados Unidos (Illinois)             | Chicago                        | Aeropuerto Internacional Midway                            | 26 de mayo de 2022                      | 4 de noviembre de 2024            | Finalizado | [ 13 ]              |
| Estados Unidos (Illinois)             | Chicago                        | Aeropuerto Internacional O'Hare                            | 15 de mayo de 2025                      | Presente                          | Estacional | [ 32 ]              |
| Estados Unidos (Iowa)                 | Cedar Rapids                   | Aeropuerto Eastern Iowa                                    | 14 de enero de 2023                     | 18 de marzo de 2023               | Finalizado | [ 33 ]              |
| Estados Unidos (Iowa)                 | Dubuque                        | Aeropuerto Regional de Dubuque                             | 22 de marzo de 2023                     | 6 de abril de 2024                | Finalizado | [ 34 ] [ 35 ]       |
| Estados Unidos (Kentucky)             | Lexington                      | Aeropuerto Blue Grass                                      | 19 de octubre de 2023                   | 20 de febrero de 2023             | Finalizado | [ 36 ] [ 37 ]       |
| Estados Unidos (Louisiana)            | Nueva Orleans                  | Aeropuerto Internacional Louis Armstrong                   | 14 de noviembre de 2024                 | Presente                          | Estacional | [ 38 ]              |
| Estados Unidos (Maine)                | Portland                       | Jetport Internacional de Portland                          | 22 de mayo de 2025                      | Presente                          | Estacional | [ 25 ]              |
| Estados Unidos (Maryland)             | Baltimore                      | Aeropuerto Internacional de Baltimore-Washington           | 26 de mayo de 2022                      | Presente                          | Estacional | [ 13 ]              |
| Estados Unidos (Míchigan)             | Detroit                        | Aeropuerto Internacional de Detroit                        | 4 de abril de 2025                      | Presente                          | Estacional | [ 25 ]              |
| Estados Unidos (Míchigan)             | Grand Rapids                   | Aeropuerto Internacional Gerald R. Ford                    | 23 de mayo de 2025                      | Presente                          |            | [ 39 ]              |
| Estados Unidos (Míchigan)             | Kalamazoo                      | Aeropuerto Internacional de Kalamazoo-Battle Creek         | 26 de octubre de 2022                   | 8 de abril de 2024                | Finalizado | [ 40 ]              |
| Estados Unidos (Míchigan)             | Lansing                        | Aeropuerto Internacional de Capital Region                 | 26 de octubre de 2022                   | 7 de abril de 2024                | Finalizado | [ 41 ]              |
| Estados Unidos (Míchigan)             | Traverse City                  | Aeropuerto Cherry Capital                                  | 15 de junio de 2024                     | Presente                          | Estacional | [ 42 ]              |
| Estados Unidos (Misuri)               | San Luis                       | Aeropuerto Internacional Lambert                           | 13 de junio de 2024                     | 5 de enero de 2025                | Finalizado | [ 42 ]              |
| Estados Unidos (Montana)              | Bozeman                        | Aeropuerto Gallatin Field                                  | 30 de abril de 2021 28 de junio de 2023 | 15 de septiembre de 2021 Presente | Estacional | [ 6 ] [ 43 ] [ 44 ] |
| Estados Unidos (Montana)              | Kalispell                      | Aeropuerto Internacional Glacier Park                      | 22 de mayo de 2023                      | Presente                          | Estacional | [ 45 ]              |
| Estados Unidos (Nevada)               | Las Vegas                      | Aeropuerto Internacional Harry Reid                        | 16 de septiembre de 2021                | Presente                          |            | [ 46 ]              |
| Estados Unidos (New Hampshire)        | Mánchester                     | Aeropuerto Regional de Mánchester-Boston                   | 21 de junio de 2023                     | Presente                          |            | [ 47 ]              |
| Estados Unidos (Nueva York)           | Albany                         | Aeropuerto Internacional de Albany                         | 10 de mayo de 2024                      | Presente                          |            | [ 48 ]              |
| Estados Unidos (Nueva York)           | Binghamton                     | Aeropuerto de Greater Binghamton                           | 16 de noviembre de 2022                 | 18 de agosto de 2024              | Finalizado | [ 49 ]              |
| Estados Unidos (Nueva York)           | Islip                          | Aeropuerto MacArthur de Long Island                        | 22 de mayo de 2025                      | Presente                          |            | [ 39 ]              |
| Estados Unidos (Nueva York)           | Rochester                      | Aeropuerto Internacional Greater Rochester                 | 14 de junio de 2023                     | Presente                          |            | [ 47 ]              |
| Estados Unidos (Ohio)                 | Dayton                         | Aeropuerto Internacional de Dayton                         | 13 de enero de 2023                     | 18 de septiembre de 2023          | Finalizado | [ 34 ]              |
| Estados Unidos (Oregón)               | Eugene                         | Aeropuerto de Eugene                                       | 12 de mayo de 2021                      | Presente                          |            | [ 50 ]              |
| Estados Unidos (Oregón)               | Medford                        | Aeropuerto Internacional de Rogue Valley–Medford           | 9 de mayo de 2021                       | Presente                          |            | [ 7 ]               |
| Estados Unidos (Oregón)               | Redmond                        | Aeropuerto Roberts                                         | 13 de mayo de 2021                      | Presente                          |            | [ 7 ]               |
| Estados Unidos (Oregón)               | Salem                          | Aeropuerto McNary                                          | 5 de octubre de 2023                    | Presente                          |            | [ 51 ]              |
| Estados Unidos (Tennessee)            | Knoxville                      | Aeropuerto McGhee Tyson                                    | 9 de mayo de 2024                       | Presente                          | Estacional | [ 12 ]              |
| Estados Unidos (Tennessee)            | Memphis                        | Aeropuerto Internacional de Memphis                        | 14 de junio de 2023                     | 4 de septiembre de 2023           | Finalizado | [ 47 ]              |
| Estados Unidos (Tennessee)            | Nashville                      | Aeropuerto Internacional de Nashville                      | 6 de mayo de 2022                       | Presente                          | Estacional | [ 52 ]              |
| Estados Unidos (Texas)                | Brownsville/South Padre Island | Aeropuerto Internacional de Brownsville/South Padre Island | 17 de mayo de 2023                      | 31 de agosto de 2024              | Finalizado | [ 53 ]              |
| Estados Unidos (Texas)                | Dallas                         | Aeropuerto Internacional de Dallas-Fort Worth              | 7 de marzo de 2025                      | Presente                          |            | [ 25 ]              |
| Estados Unidos (Texas)                | Houston                        | Aeropuerto William P. Hobby                                | 14 de junio de 2024                     | Presente                          |            | [ 42 ]              |
| Estados Unidos (Utah)                 | Ogden                          | Aeropuerto de Ogden-Hinckley                               | 4 de mayo de 2021                       | 26 de junio de 2022               | Finalizado | [ 54 ]              |
| Estados Unidos (Utah)                 | Salt Lake City                 | Aeropuerto Internacional de Salt Lake City                 | 24 de octubre de 2024                   | 1 de mayo de 2025                 | Finalizado | [ 10 ]              |
| Estados Unidos (Virginia)             | Charlottesville                | Aeropuerto de Charlottesville–Albemarle                    | 3 de mayo de 2023                       | 4 de septiembre de 2023           | Finalizado | [ 55 ] [ 56 ]       |
| Estados Unidos (Virginia)             | Newport News                   | Aeropuerto Internacional de Newport News/Williamsburg      | 19 de octubre de 2022                   | 16 de abril de 2023               | Finalizado | [ 57 ] [ 58 ]       |
| Estados Unidos (Washington)           | Pasco                          | Aeropuerto de Tri-Cities (Washington)                      | 29 de abril de 2021                     | Presente                          |            | [ 59 ]              |
| Estados Unidos (Wisconsin)            | Mosinee/Wausau                 | Aeropuero de Central Wisconsin                             | 5 de octubre de 2023                    | 31 de agosto de 2024              | Finalizado | [ 60 ]              |
| Jamaica                               | Montego Bay                    | Aeropuerto Internacional Sir Donald Sangster               | 16 de noviembre de 2024                 | Presente                          |            | [ 19 ]              |
| México                                | Cancún                         | Aeropuerto Internacional de Cancún                         | 16 de noviembre de 2024                 | Presente                          |            | [ 19 ]              |
| Puerto Rico                           | San Juan                       | Aeropuerto Internacional Luis Muñoz Marín                  | 15 de noviembre de 2023                 | Presente                          |            | [ 61 ]              |
| República Dominicana                  | Punta Cana                     | Aeropuerto Internacional de Punta Cana                     | 5 de marzo de 2025                      | Presente                          | Estacional | [ 62 ]              |

## Flota

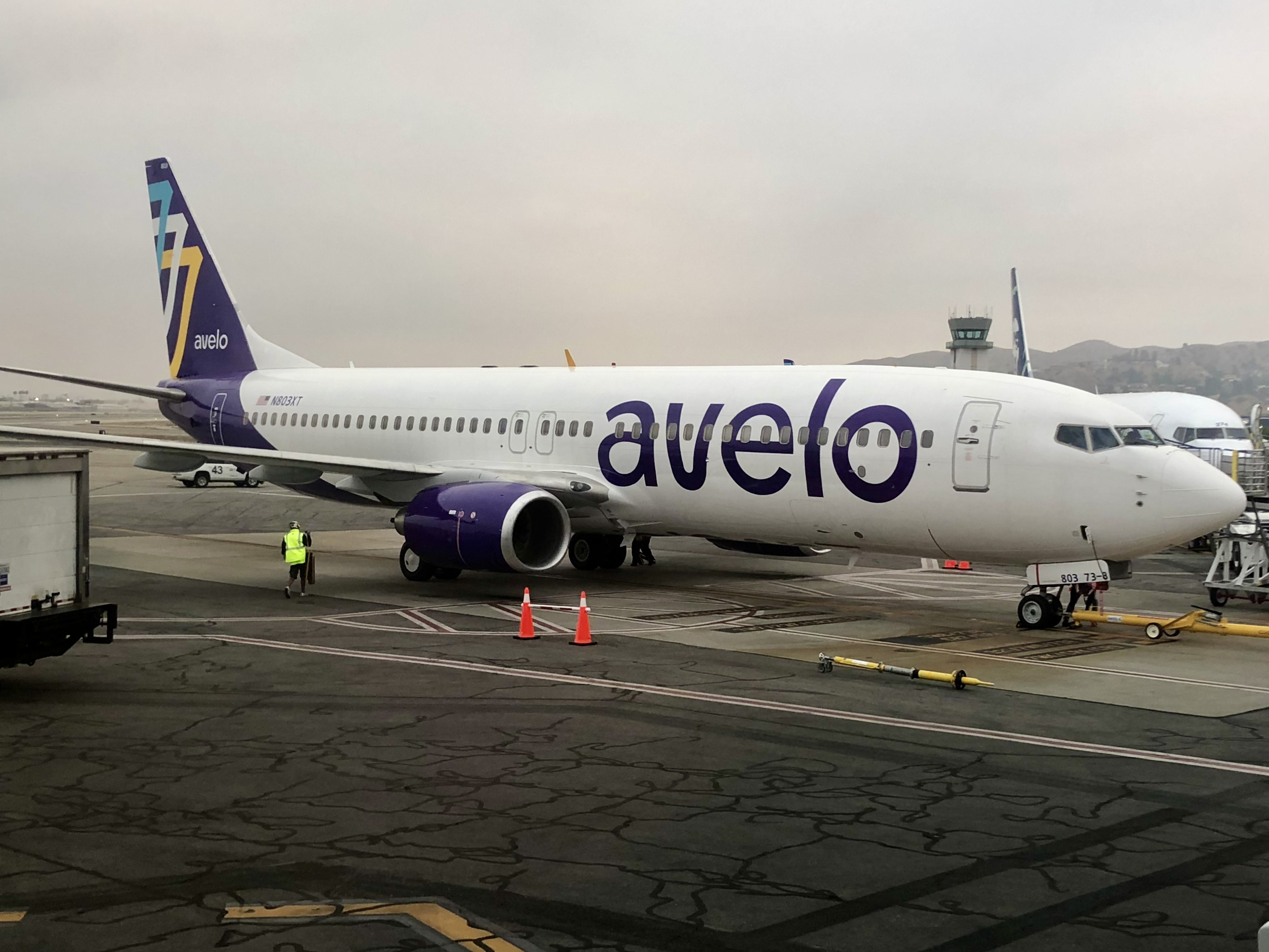
Boeing 737-800 de Avelo en Burbank.

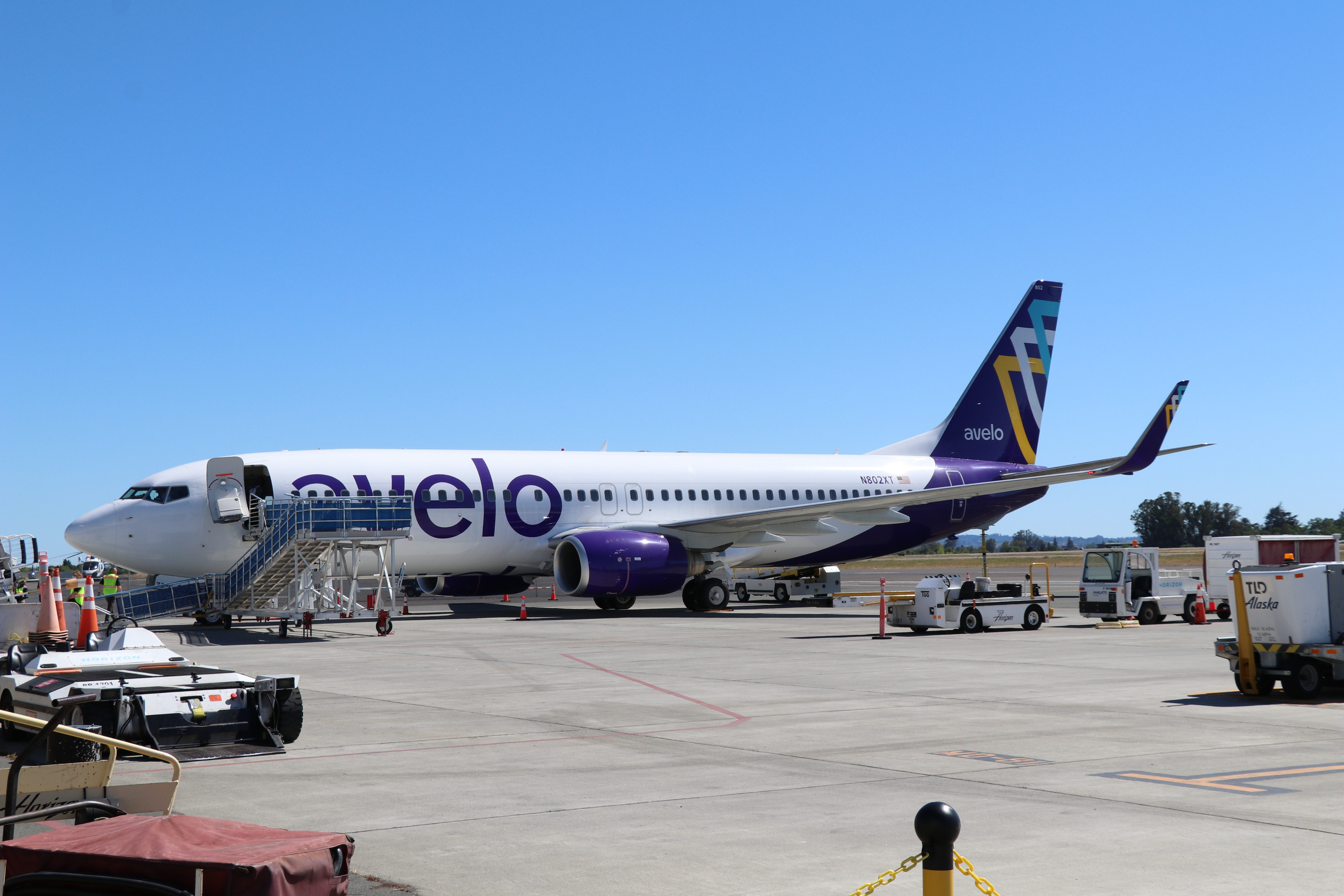
Boeing 737-800 de Avelo en Santa Rosa.

### Flota actual
A julio de 2025, Avelo Airlines cuenta con los siguientes aviones, con una edad media de 17 años:
| Avión          | En servicio | Órdenes | Pasajeros | Notas |
| -------------- | ----------- | ------- | --------- | ----- |
| Boeing 737-700 | 8           | —       | 149       |       |
| Boeing 737-800 | 14          | —       | 189       |       |
| Total          | 22          | —       |           |       |

### Flota histórica
Como Xtra Airways, la aerolínea operaba anteriormente los siguientes aviones: 
| Avión          | Total | Introducido | Retirado | Notas                       |
| -------------- | ----- | ----------- | -------- | --------------------------- |
| Boeing 737-200 | 7     | 1994        | 2005     |                             |
| Boeing 737-300 | 1     | 2010        | 2011     | Transferido a IAero Airways |
| Boeing 737-400 | 12    | 2006        | 2020     |                             |